# My Heart Is Refusing Me
«My Heart Is Refusing Me» (en español «Mi Corazón Está Rechazándome»). Es un sencillo de la cantante y productora musical sueca Loreen. La canción entró en la posición número 9 en las listas suecas y más tarde se expandió por toda Europa. La canción fue coescrita por Moh Denebi y Björn Djupström y fue lanzado en su álbum debut Heal de 2012.

## Lanzamiento
Tras el éxito de Loreen con "Euphoria", "My Heart is Refusing Me" fue lanzado como su segundo sencillo internacional de su álbum debut. El sencillo fue lanzado internacionalmente el 8 de octubre de 2012. Tras su lanzamiento, la canción se posicionó número 44 en Bélgica, 41 en España, 79 en Países Bajos y 10 en Finlandia.

## Composición
Hay dos versiones del sencillo. La primera fue la versión original, que era una canción más lowtempo dance-pop, mientras que la versión del álbum (conocido como el reestreno) es una danza más uptempo, música house y una canción inspirada en el trance. Según Discogs, la canción está influenciada por vía electrónica, pop, house y estilos europop. Según Brian O'Reilly de The Irish Independent, dijo que el tema "tiene sus similitudes con su predecesor ["Euphoria"]) – el ritmo pulsante del club, el drama de la interacción entre la luz y la oscuridad y las fantásticas voces poderosas del curso de Loreen." También dijo que "hay una dinámica única para la canción cuando los antiguos coros cantan y ayudan a darle una autenticidad más allá de la habitual en el género de la danza." La canción cuenta con la instrumentación de los sintetizadores, cuerdas y otros teclados. Señaló el contenido lírico como "bastante oscuro pero muy fácil de identificarse", y dijo que era la "melancolía en los versos que se explica completamente por el coro."

## Recepción

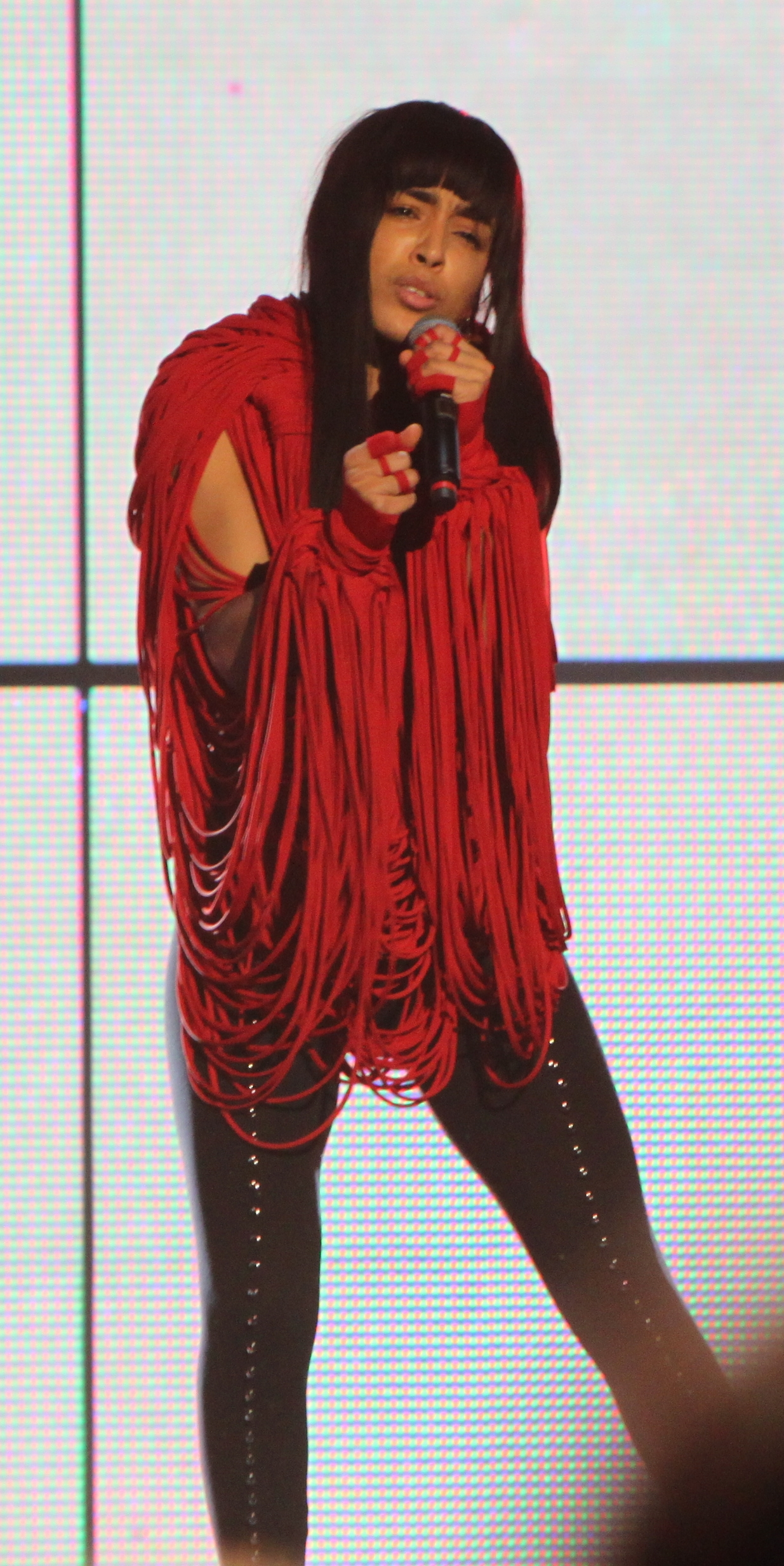
Loreen actuando "My Heart Is Refusing Me" en el Melodifestivalen 2011

### Crítica
"My Heart Is Refusing Me" recibió críticas generalmente positivas de los críticos de música, como la mayoría de los críticos, han estado señalando similitudes con su anterior sencillo, "Euphoria". ScandiPop.co.uk le dio una revisión positiva, diciendo que "las palabras vienen a la mente", y que incluso es mejor que la versión original. Es serio. Samesame.co.au llama la canción uno de los mejores sencillos del álbum, diciendo que "es un escaparate de pedigrí, piezas bailables y a la vez baladas -al igual que "Euphoria"- que se completa con un coro que se expande después de períodos de retención de los versos." También afirmó que junto con los otros sencillos del álbum, "tiene sentido ya que los embajadores brillantes del disco de Loreen; no son necesariamente indicativos de su alcance." Brian O'Reilly de The Irish Independent dijo que la canción es muy positiva, la concesión de las letras de las 9 estrellas de 10, que dice "My Heart is Refusing Me hace lo que realmente la buena música de baile se debe hacer - que se burla de la escucha en todas partes, lo que les deja a la espera para un gran coro final, donde todos los elementos introducidos en toda la canción se unen."

### Recepción comercial
"My Heart is Refusing Me" entró por primera vez en 2011 en la lista de sencillos de Suecia en el número 9, donde finalmente alcanzó su punto máximo. La canción descendió la salida, permaneciendo durante 19 semanas en la lista. Cuando fue relanzada a mediados de 2012, la canción volvió a entrar a entre las 60 posiciones, y alcanzó el puesto número 22 y finalmente se quedó en las listas de éxitos durante once semanas. La canción logró entrar en otros mercados mundiales.
La canción debutó en el 79 en la lista de sencillos de los Países Bajos (Single Top 100), y alcanzó el número 46. La canción pasó únicamente en el número 41 en la lista PROMUSICAE y una única semana en la lista de sencillos de Bélgica en el número 44.

## Presentaciones en directo y nominaciones
En el año 2011 regresó a la música al presentarse al festival sueco Melodifestivalen (elección nacional para el Festival de Eurovisión), con la canción "My heart is refusing me" ("Mi corazón me está rechazando"), compuesta por ella misma junto a Moh Denebi y Björn Djupström. Debutó en Suecia y participó en la segunda semifinal donde obtuvo la 4.ª posición, clasificando para la repesca (el "Andra Chansen") ya que los que se clasificaban directamente a final eran los dos primeros puestos. En el Andra Chansen quedó eliminada en la primera ronda por la cantante Sara Varga y la canción "Spring för livet". A pesar de no clasificarse a la final del Melodifestivalen, el tema "My heart is refusing me" se convierte en un éxito en la lista de ventas oficial de Suecia, donde llega al número 9.
En 2012, "My Heart Is Refusing Me" ganó el "Tredje Chansen", un concurso promovido por SVT. El Tredje Chansen reunió a los 32 canciones más memorables de los últimos 10 años de Melodifestivalen, que nunca llegaron a la final y les dio una oportunidad más para competir por un lugar en él. Todos los votos fueron emitidos en línea por los espectadores de Internet. Loreen ganó en el "Heat" (7.281 votos) y en la final (9.416 votos).

## Lista
Descarga digital
1. "My Heart Is Refusing Me" - 3:07
2. "My Heart Is Refusing Me" (Singback) - 3:08
3. "My Heart Is Refusing Me" (Instrumental) - 3:06

Descarga digital (mundial)
1. "My Heart Is Refusing Me (Alex P & Victory Version)" - 3:42
2. "My Heart Is Refusing Me (SeventyEight Version)" - 3:34

Promo oficial de remixes (mundial)
1. "My Heart Is Refusing Me (SeventyEight Version) 3:34
2. "My Heart is Refusing Me (Ali Payami Remix) 4:40
3. "My Heart Is Refusing Me (PJ Harmony Remix) 3:14
4. "My Heart Is Refusing Me (Amarillo & Finer Remix Radio Version) 3:37
5. "My Heart Is Refusing Me (Amarillo & Finer Remix Long Version) 7:20
6. "My Heart Is Refusing Me (Acoustic Version) 3:33
7. "My Heart Is Refusing Me (Electro Acoustic Version) 3:38
8. "My Heart Is Refusing Me (Light Acoustic Version) 4:04
9. "My Heart Is Refusing Me (Anders Nyman Radio Edit) 3:28
10. "My Heart Is Refusing Me (Anders Nyman Remix) 6:46
11. "My Heart Is Refusing Me (Ianizer & Lemethy Remix) 3:21
12. "My Heart Is Refusing Me (Drop Da Bass Mix) 4:11
13. "My Heart Is Refusing Me (Promise Land Remix) 5:20
14. "My Heart Is Refusing Me (Disfunktion Remix) 7:21
15. "My Heart Is Refusing Me (Sam Skilz Remix) 6:27
16. "My Heart Is Refusing Me (Benassi Extended Version) 5:12
17. "My Heart Is Refusing Me (Benassi Radio Edit) 3:19
18. "My Heart Is Refusing Me (Benassi Instrumental Version) 5:12

## Posicionamiento en listas y certificaciones
| Listas (2011/12)                                | Posición |
| ----------------------------------------------- | -------- |
| Alemania (Offizielle Deutsche Charts)           | 41       |
| Austria (Ö3 Austria Top 40)                     | 59       |
| Bélgica (Flandes) (Ultratop 50)                 | 44       |
| España (Top 100 Canciones)                      | 41       |
| Spain Airplay (PROMUSICAE)                      | 25       |
| Finlandia (The Official Finnish Download Chart) | 4        |
| Países Bajos (Dutch Top 40)                     | 26       |
| Rumania (Romanian Top 100)                      | 42       |
| Rusia (Tophit)                                  | 33       |
| Suecia (Sverigetopplistan)                      | 9        |
| Suecia (Digilistan)                             | 3        |
| Suiza (Schweizer Hitparade)                     | 18       |
| Ucrania (Tophit)                                | 82       |

### Anuales
| Listas (2011)       | Posición |
| ------------------- | -------- |
| Suecia (Digilistan) | 19       |

### Certificaciones
| País   | Organismo certificador | Certificación | Ventas | Ref.   |
| ------ | ---------------------- | ------------- | ------ | ------ |
| Suecia | GLF                    | 2 × Platino   | 80 000 | [ 22 ] |

## Historial de lanzamiento
| País    | Data                  | Formato          | Discográfica        |
| ------- | --------------------- | ---------------- | ------------------- |
| Suecia  | 27 de febrero de 2011 | Descarga digital | Warner Music Sweden |
| Mundial | 8 de octubre de 2012  | Descarga digital | Warner Music Sweden |